# Lac Minnow
Le lac Minnow (en anglais : Minnow Lake) est un lac américain dans le comté de Madera, en Californie. Il est situé à 2 642 mètres d'altitude au sein de la Yosemite Wilderness, dans le parc national de Yosemite.